# Georges de Danemark
Titre
Prince consort d'Angleterre, d'Écosse et d'Irlande puis de Grande-Bretagne et d'Irlande
8 mars 1702 – 28 octobre 1708
(6 ans, 7 mois et 20 jours)
Signature
Georges de Danemark et de Norvège (2 avril 1653 – 28 octobre 1708), duc de Cumberland, fut le prince consort de la reine Anne de Grande-Bretagne.

## Biographie

### Jeunesse
Né à Copenhague, fils cadet du roi Frédéric III de Danemark, le prince George est le frère du roi Christian V de Danemark. Sa sœur aînée a épousé l'électeur Jean-Georges III de Saxe et sera la mère du roi Auguste II de Pologne, la sœur suivante est l'épouse du duc Christian-Albert de Holstein-Gottorp, la cadette a épousé l'électeur Charles II du Palatinat, beau-frère du duc d'Orléans ; quant à la benjamine, devenue par mariage reine de Suède, elle sera la mère de Charles XII de Suède. 
Jorgen est fiancé à Anne en raison de son adhésion à la foi protestante. À l'époque, Anne n'est pas appelée à monter sur le trône. Il se marient le 28 juillet 1683, au palais St. James, à Londres. Appelé George en Angleterre, le prince devient plus tard sujet britannique et chevalier de l'ordre de la Jarretière, et il reçoit divers titres, dont celui de duc de Cumberland.

### Vie politique

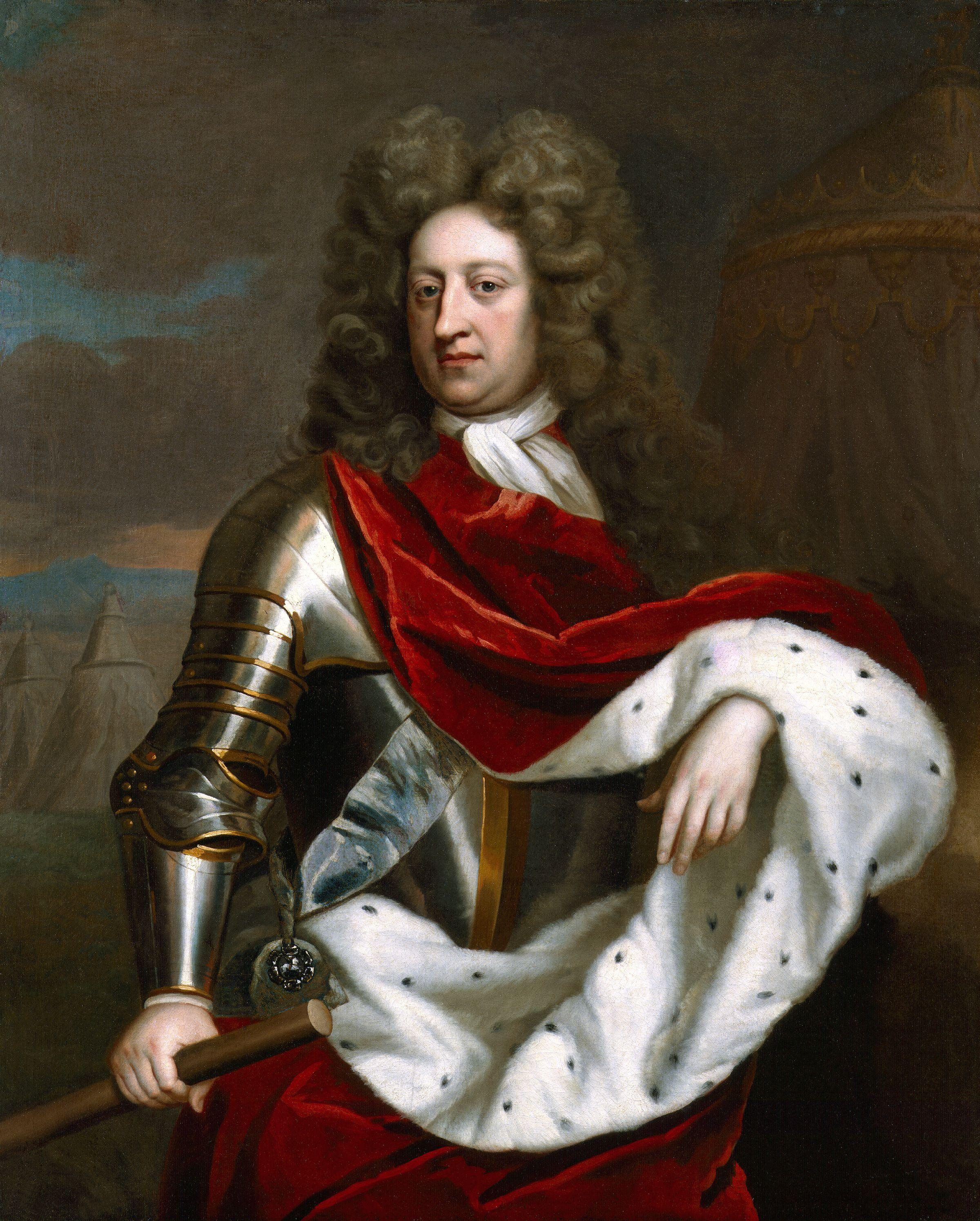
Georges de Danemark vers 1705.

Le groupe social et politique réuni autour du prince Georges et de la princesse Anne est connu sous le nom de « cercle de Cockpit », d'après le nom de leur résidence londonienne (sur le site de l'actuelle Downing Street, à Westminster). La sœur aînée d'Anne, Marie vit à l'époque aux Provinces-Unies, avec son mari, Guillaume d'Orange-Nassau. L'opposition protestante à Jacques II se tourne donc d'abord vers Anne et Georges, plutôt que vers Marie, l'héritière présomptive. En 1688, la décision de Guillaume, Marie, Georges et Anne d'abandonner Jacques II met à mal la légitimité du roi et ouvre la porte à la Glorieuse Révolution de 1689, menée par Guillaume et appuyée par Georges, chef nominal du régiment du Lord Grand Amiral, congédié l'année suivante. Le régiment de Hollande prend sa place comme 3e régiment d'infanterie, avec le prince Georges comme colonel honorifique.
Guillaume avait apparemment refusé d'assister au couronnement de Jacques II en 1685, parce que Georges, en tant que fils de roi, passerait avant lui, stathouder élu d'une république. Il a surmonté sa méfiance pendant la révolution de 1688-89, mais celle-ci a envenimé leurs relations pendant la suite du règne. Leur réconciliation a eu lieu à l'occasion de la mort inattendue de la reine Marie, victime de la variole en 1694. Georges n'a pas joué de rôle majeur au sein du gouvernement avant l'accession au trône de son épouse Anne en 1702.
Georges est un administrateur et un stratège militaire capable et, comme Lord Grand Amiral (1702-1708), dirige officiellement la marine royale, qui appuie les activités militaires du favori d'Anne, le capitaine-général lord John Churchill 1er duc de Marlborough.
Georges de Danemark meurt en 1708 au palais de Kensington en Londres.

## Mariage et descendance

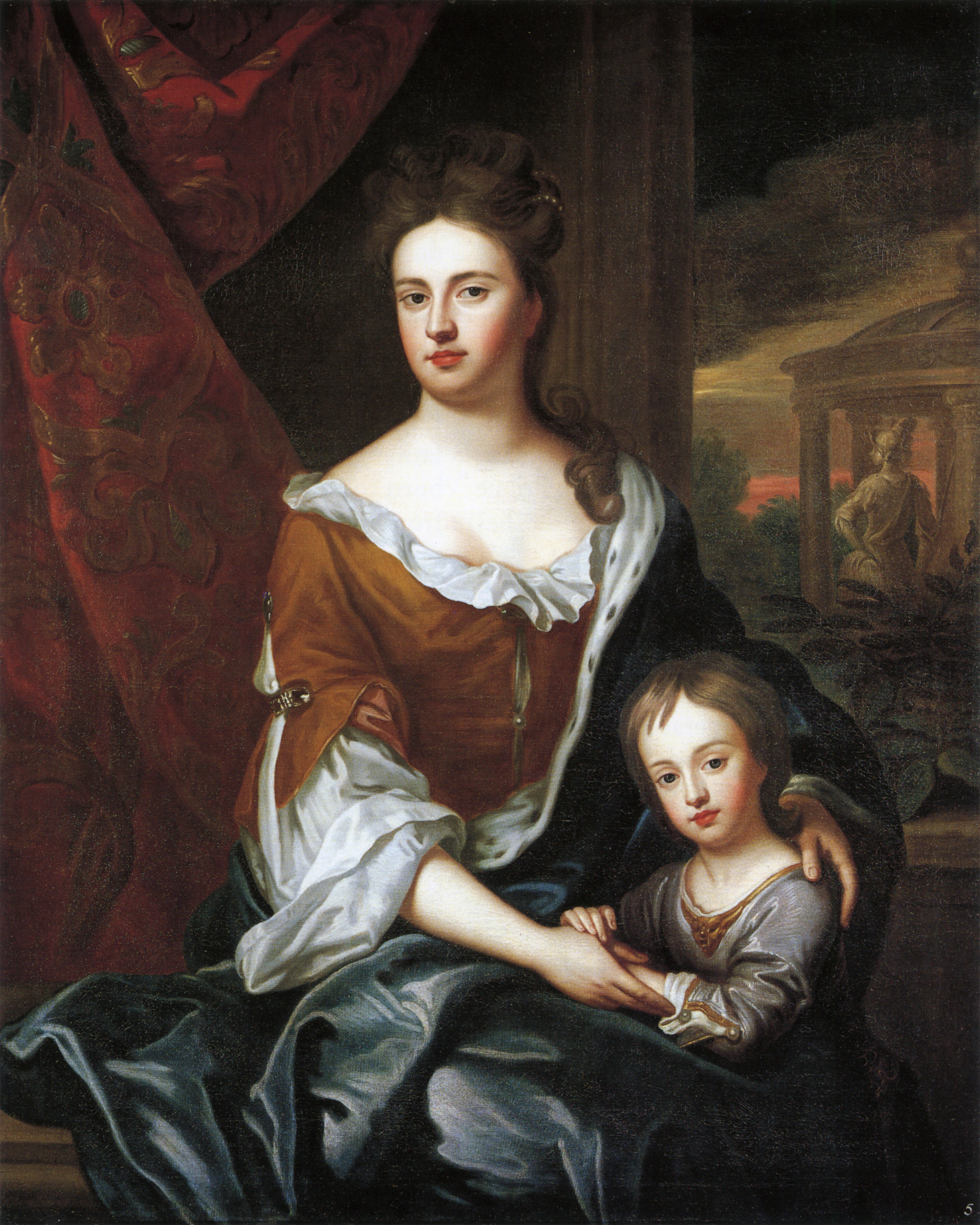
Guillaume, l'unique enfant survivant de Georges et Anne, mourut à l'âge de 11 ans.

Son mariage avec Anne est un succès, bien que des dix-sept enfants qu'il eut d'Anne entre 1684 et 1700 seul un fils, Guillaume, duc de Gloucester, ait survécu, avant de mourir de la variole en 1700 à l'âge de onze ans. Ce fort taux de mortalité infantile est sans doute dû au fait que Georges souffrait de la syphilis.
- Fille mort-née (12 mai 1684 - 12 mai 1684)
- Marie (2 juin 1685 - 8 février 1687)
- Anne Sophie (12 mai 1686 - 2 février 1687)
- Enfant mort-né (janvier 1687 - janvier 1687)
- Fils mort-né (22 octobre 1687 - 22 octobre 1687)
- Enfant mort-né (16 avril 1688 - 16 avril 1688)
- Guillaume, duc de Gloucester (24 juillet 1689 - 29 juillet 1700)
- Marie (14 octobre 1690 - 14 octobre 1690)
- George (17 avril 1692 - 17 avril 1692)
- Fille mort-née (23 avril 1693 - 23 avril 1693)
- Enfant mort-né (21 janvier 1694 - 21 janvier 1694)
- Fille mort-née (18 février 1696 - 18 février 1696)
- Enfant mort-né (20 septembre 1696 - 20 septembre 1696)
- Fille mort-née (25 mars 1697 - 25 mars 1697)
- Enfant mort-né (décembre 1697 - décembre 1697)
- Charles (15 septembre 1698 - 15 septembre 1698)
- Fille mort-née (25 janvier 1700 - 25 janvier 1700)

## Titulature
Georges de Danemark porta successivement les titres de :
- Son Altesse Royale le prince Georges de Danemark (1653-1689) ;
- Son Altesse Royale le duc de Cumberland (1689-1708).